# Einherjer (mitologia)

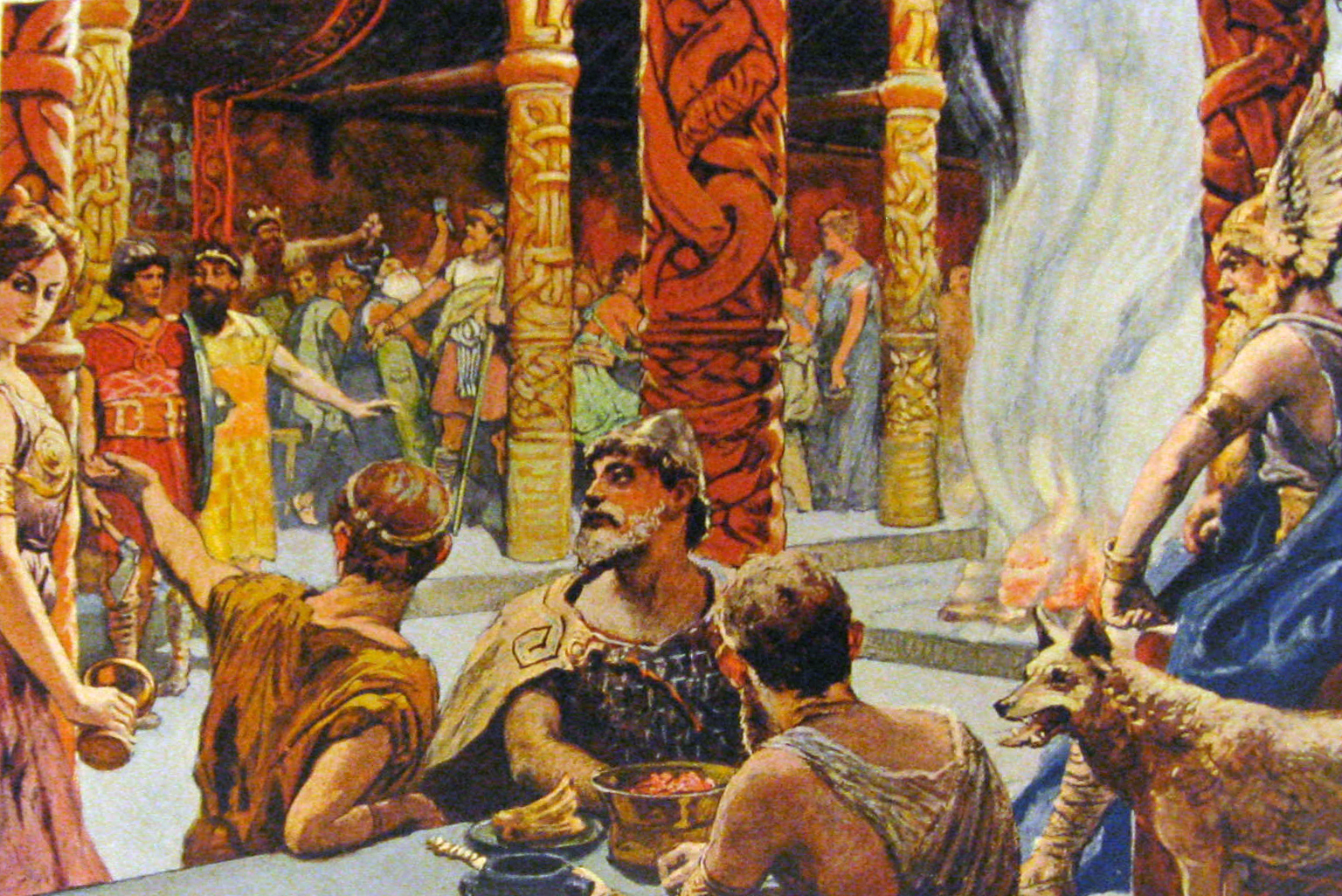
Emil Doepler Walhalla, ok. 1905

Einherjerowie − w mitologii nordyckiej wyjątkowo dzielni wojownicy, którzy polegli w chwale na polu bitwy. Ich dusze były wybierane przez Walkirie, one także sprowadzały je do Walhalli. 
W Walhalli wojownicy przygotowują się na ostateczną bitwę, Ragnarök. Każdy dzień spędzają na doskonaleniu swych umiejętności bojowych (walcząc między sobą), wieczorami z kolei zasiadają wraz z Odynem do uczty, w czasie której wszystkie odniesione w czasie treningu rany zostają w cudowny sposób zagojone. Na uczcie tej zjadają Sahrimnira, który po zjedzeniu jest przywracany do życia, oraz piją miód podawany przez Walkirie.
Niekiedy Heimdall wysyłał najlepszych z Einherjerów do Midgardu lub Jotunheimu, by zabijali olbrzymów, ale nie wolno im było rozmawiać z żyjącymi.
Zgodnie z naukowymi teoriami einherjerzy mieliby pochodzić od Hariów (prasłowiańskiego plemienia żyjącego w I wieku n.e.).
Gdy Ragnarök nadejdzie, einherjerzy wraz z Odynem stawią w boju czoła lodowym olbrzymom z Jotunheim.